# Sandhead
Sandhead ist eine kleine Ortschaft in der schottischen Council Area Dumfries and Galloway. Sie liegt rund zehn Kilometer südlich von Stranraer auf der Halbinsel Rhins of Galloway. Sandhead schmiegt sich an eine sandige Bucht entlang der Luce Bay.

## Geschichte
Rund zwei Kilometer südwestlich von Sandhead befindet sich die Kirkmadrine Church. Vermutlich handelt es sich um einen seit frühchristlichen Zeiten genutzten Standort. Hierauf deuten Kreuzfunde hin, die auf das 5. bis 6. Jahrhundert datiert werden. Möglicherweise befand sich an diesem Ort gar eine Klosteranlage. Weitere Funde stammen aus dem 8. bis 12. Jahrhundert.
In den 1730er Jahren entstand unweit der Ortschaft das von William Adam entworfene Herrenhaus Balgreggan House. Es wurde 1966 abgebrochen.

## Verkehr
Die A716 tangiert Sandhead im Westen. Sie bindet die Ortschaft an die A75 und die A77 in Stranraer an. Am Nordrand mündet die nach Portpatrick führende B7042 ein.